# Émilie Foster
Émilie Foster, née le 20 février 1980 à Baie-Comeau, est une enseignante universitaire, analyste politique et femme politique québécoise.
Elle est députée de Charlevoix–Côte-de-Beaupré à l'Assemblée nationale du Québec sous la bannière de la Coalition avenir Québec de 2018 à 2022.

## Biographie

### Études
Née le 20 février 1980 à Baie-Comeau, Émilie Foster est détentrice d'un diplôme d'études collégiales (DEC) en sciences humaines et sociales au Cégep de Baie-Comeau (2000), d'un baccalauréat en administration des affaires à l'Université du Québec à Chicoutimi (2003), d'une maîtrise en science politique à l'Université Laval (2010) et d'un doctorat en communication publique de l'Université Laval (2018).

### Carrière professionnelle
Émilie Foster travaille chez Bélair Direct en tant qu'agente d'assurances de dommages avant de devenir analyste en recherche de marché chez Léger de 2009 à 2010. Elle devient ensuite coordonnatrice au contenu du réseau universitaire Marketing Politique Canada de 2010 à 2014, puis coordonnatrice du Groupe de recherche en communication politique à l'Université Laval de 2010 à 2012. Entre 2012 et 2017, elle enseigne comme chargée de cours à l'Université Laval, les techniques de sondage et la communication politique.
En 2017, elle est coanimatrice et chroniqueuse politique à Radio Énergie, ainsi que blogueuse pour le Huffington Post. Elle est également directrice générale et responsable des communications de la Fédération des comités de parents du Québec en 2017 et en 2018.

### Engagement politique
Elle s'implique à la Coalition avenir Québec (CAQ) dès la fondation de la formation politique et en assume la vice-présidence de 2013 à 2014. Sous cette bannière, elle se présente aux élections générales québécoises de 2014 dans la circonscription de Jean-Lesage où elle termine deuxième derrière le Parti libéral.
Après les élections, elle devient conseillère politique à la recherche pour l'aile parlementaire caquiste à l’Assemblée nationale du Québec et participe à l’élaboration des positions de ce parti en matière d'éducation. En 2017, elle quitte cette fonction pour pouvoir compléter ses études doctorales. Après l'obtention de son doctorat en 2018, elle retourne comme conseillère dans l'équipe du cabinet du chef de la CAQ, François Legault.
Annoncée dès juin 2018, c'est le 5 août 2018 que François Legault confirme la candidature d'Émilie Foster dans la circonscription de Charlevoix–Côte-de-Beaupré aux élections générales du 1er octobre 2018. Elle remporte cette élection et devient députée à l'Assemblée nationale du Québec.
Le 8 novembre 2018, elle est nommée adjointe parlementaire de la ministre du Tourisme, Caroline Proulx. Elle n'occupe pas longtemps ce poste puisque le 21 décembre suivant, le premier ministre du Québec, François Legault, la promeut adjointe parlementaire du ministre des Finances, Eric Girard. Elle est par la suite adjointe parlementaire au ministre de l'Éducation et de l'Enseignement supérieur, Jean-François Roberge, du 10 au 22 juin 2020, puis adjointe parlementaire à la ministre de l’Enseignement supérieur, Danielle McCann, du 22 juin 2020 au 28 août 2022.
Le 20 avril 2022, elle annonce qu'elle ne se représentera pas à la fin de son mandat après un peu plus de 10 ans d'implication en politique à la Coalition Avenir Québec. Elle exprime alors le souhait de revenir à ses racines académiques en enseignant et en effectuant de la recherche afin de transmettre et valoriser l’expérience qu’elle a acquise au cours de ses dix années en politique.

### Carrière universitaire
Après son départ de la politique active, Émilie Foster retourne au monde universitaire. Elle devient professeure associée en politique appliquée à l'Université Carleton en mai 2023. En 2024, elle devient Fellow du programme de maîtrise en politique appliquée à l'Université Carleton (Master of Political Management), un programme unique au Canada qui se spécialise dans la formation de leaders et professionnels de haut niveau dans le personnel politique et en affaires publiques.
Elle est également chargée d'enseignement à l'École nationale d'administration publique, une université québécoise de cycles supérieurs spécialisée en administration publique, membre du réseau de l'Université du Québec.
Ses recherches portent principalement sur les partis politiques, la démocratie et la communication politique. Dans le cadre de ses études au doctorat, Émilie a obtenu des bourses du Conseil de recherches en sciences humaines du Canada et du Fonds de recherche du Québec - Société et Culture. Émilie compte plusieurs publications dans des ouvrages collectifs nationaux et internationaux dont le Journal of Political Marketing, Handbook of Political Marketing et Political Marketing in Canada.
En mai 2023, elle publie un article dans la revue Options politiques intitulé "Les députés d'arrière-ban sont les premières victimes de la ligne de parti". Dans cet article, elle critique le contrôle strict du message et la centralisation croissante du pouvoir au sein des cabinets ministériels et du cabinet du premier ministre, soulignant que les députés d'arrière-ban, en particulier, voient leur rôle de législateur réduit. L'article suscite une vague de réactions dans les médias québécois,,,,, et fait écho jusqu’au gouvernement. Le premier ministre François Legault s'empresse alors de nier l’existence d’un problème concernant l'influence limitée de ces députés, tout en défendant le fait que les députés doivent être solidaires des décisions du gouvernement.

### Carrière médiatique
Depuis 2023, parallèlement à ses engagements universitaires, elle mène une carrière médiatique active en contribuant à diverses plateformes à la télévision, à la radio et dans les médias écrits. À la télévision, elle est analyste politique à Radio-Canada, notamment dans l'émission Zone Info et au Téléjournal Ottawa-Gatineau. À la radio, elle fait partie de l'équipe de collaborateurs de l'émission Tout un matin sur ICI Première à Montréal et elle intervient sur les ondes de 104,7 Cogeco FM Outaouais dans l'émission LP le midi. Dans les médias écrits, elle est collaboratrice et analyste politique pour la revue L'actualité.

## Résultats électoraux
|                                                                                               | Nom                        | Parti               | Nombre de voix | %      | Maj.  |
| --------------------------------------------------------------------------------------------- | -------------------------- | ------------------- | -------------- | ------ | ----- |
|                                                                                               | Émilie Foster              | Coalition avenir    | 15 761         | 45,4 % | 7 890 |
|                                                                                               | Caroline Simard (sortante) | Libéral             | 7 871          | 22,7 % | -     |
|                                                                                               | Nathalie Leclerc           | Parti québécois     | 6 012          | 17,3 % | -     |
|                                                                                               | Jessica Crossan            | Québec solidaire    | 4 472          | 12,9 % | -     |
|                                                                                               | Andréanne Bouchard         | NPD Québec          | 330            | 0,9 %  | -     |
|                                                                                               | Albert Chiasson            | Citoyens au pouvoir | 292            | 0,8 %  | -     |
| Total                                                                                         | Total                      | Total               | 34 738         | 100 %  |       |
| Le taux de participation lors de l'élection était de 68,5 % et 605 bulletins ont été rejetés. |                            |                     |                |        |       |

|                                                                                               | Nom                    | Parti              | Nombre de voix | %      | Maj.  |
| --------------------------------------------------------------------------------------------- | ---------------------- | ------------------ | -------------- | ------ | ----- |
|                                                                                               | André Drolet (sortant) | Libéral            | 11 645         | 37,3 % | 4 214 |
|                                                                                               | Émilie Foster          | Coalition avenir   | 7 431          | 23,8 % | -     |
|                                                                                               | Pierre Châteauvert     | Parti québécois    | 6 998          | 22,4 % | -     |
|                                                                                               | Sébastien Bouchard     | Québec solidaire   | 3 626          | 11,6 % | -     |
|                                                                                               | Sol Zanetti            | Option nationale   | 782            | 2,5 %  | -     |
|                                                                                               | Sébastien Dumais       | Parti nul          | 384            | 1,2 %  | -     |
|                                                                                               | Andrés Garcia          | Conservateur       | 246            | 0,8 %  | -     |
|                                                                                               | José Breton            | Indépendant        | 93             | 0,3 %  | -     |
|                                                                                               | Claude Moreau          | Marxiste-léniniste | 43             | 0,1 %  | -     |
| Total                                                                                         | Total                  | Total              | 31 248         | 100 %  |       |
| Le taux de participation lors de l'élection était de 67,9 % et 427 bulletins ont été rejetés. |                        |                    |                |        |       |